# Parafia Matki Bożej Wspomożenia Wiernych w Piekarach Śląskich
Parafia Matki Bożej Wspomożenia Wiernych znajduje się w Dąbrówce Wielkiej, dzielnicy Piekar Śląskich.
W 1882 dzięki staraniom ówczesnego sołtysa Jana Wańka i proboszcza z Kamienia ks. Fröhlicha wybudowano we wsi mały kościół w stylu neoromańskim. W 1893 w Dąbrówce została formalnie utworzona nowa parafia, w 1901 postanowiono wybudować nowy kościół, jednak w końcu odstąpiono od tego zamiaru i przystąpiono do przebudowy istniejącej świątyni. Dobudowano do niej nawę poprzeczną, prezbiterium oraz 51-metrową wieżę, dnia 11 czerwca 1904 roku odbyła się konsekracja gruntownie przebudowanego kościoła.
Parafia od 1976 roku zarządza zabytkową kaplicą św. Antoniego w Dołkach.